# Гросајтинген
Гросајтинген (њем. Großaitingen) општина је у њемачкој савезној држави Баварска. Једно је од 46 општинских средишта округа Аугсбург. Према процјени из 2010. у општини је живјело 4.905 становника. Посједује регионалну шифру (AGS) 9772151.

## Географски и демографски подаци
Гросајтинген се налази у савезној држави Баварска у округу Аугсбург. Општина се налази на надморској висини од 539 метара. Површина општине износи 39,0 km². У самом мјесту је, према процјени из 2010. године, живјело 4.905 становника. Просјечна густина становништва износи 126 становника/km².